# ميكاليس بيليكانوس
ميكاليس بيليكانوس (باليونانية: Μιχάλης Πελεκάνος)‏ مواليد 25 مايو 1981 في كوريذالوس، بيرايوس، أثينا، اليونان، هو لاعب كرة سلة يوناني. بدأ مسيرته الاحترافية في سنة 1999. يلعب مع فريق نادي بانيونيس لكرة السلة. يحمل الرقم 7. يبلغ طوله 6 قدم 6.5 بوصة (2.0 م). مثّل منتخب بلاده. شارك في دورة الألعاب الأولمبية الصيفية سنة 2008.

## المسيرة الاحترافية
لعب مع إيه إي كي من سنة 2004 إلى 2006، ثم لعب مع ريال مدريد لكرة السلة في الدوري الإسباني في موسم 2007–2008، ثم لعب مع أولمبياكوس من سنة 2008 إلى 2012، ثم لعب مع أريس من سنة 2012 إلى 2014، ثم لعب مع سي إس يو بلويشت في موسم 2014–2015، ثم لعب مع أريس في موسم 2015–2016، ثم لعب مع بانيونيس في سنة 2016.

## روابط خارجية
- ميكاليس بيليكانوس على موقع الاتحاد الدولي لكرة السلة (الإنجليزية)
- ميكاليس بيليكانوس على موقع الدوري الأوروبي لكرة السلة (الإنجليزية)
- ميكاليس بيليكانوس على موقع الدوري الإسباني لكرة السلة (الإسبانية)
- ميكاليس بيليكانوس على موقع كرة السلة الأوروبية.كوم (الإنجليزية)
- ميكاليس بيليكانوس على موقع DraftExpress.com (الإنجليزية)
- ميكاليس بيليكانوس على موقع ريلجم (الإنجليزية)
- ميكاليس بيليكانوس على موقع بروبوليرز (الإنجليزية)
- ميكاليس بيليكانوس على موقع سبورتس رفرنس (الإنجليزية)
- ميكاليس بيليكانوس على موقع أوليمبيديا (الإنجليزية)